# Linda Sällström
Linda Charlotta Sällström (Helsinki, 13 juli 1988) is een Fins voetbalspeelster die sinds 2015 actief is als aanvaller bij Vittsjö GIK in de Zweedse Damallsvenskan.

## Carrière

### Clubs
Linda Sällström speelde op jonge leeftijd bij Tikkurilan Palloseura in de Finse Naisten Ykkönen (tweede klasse). Vanaf 2008 ging Sällström in de Zweedse Damallsvenskan voetballen, eerst bij Djurgårdens IF, daarna bij Linköpings FC en Vittsjö GIK. Sällström miste het volledige seizoen 2012 door een knieblessure en was opnieuw langere tijd buiten strijd door een nieuwe knieblessure in januari 2014.

### Nationaal elftal
Sällstrom speelde met Finland U19 in 2005 op het Europees kampioenschap voetbal vrouwen onder 19 waar ze viermaal scoorde en met Finland U20 in 2006 op het Wereldkampioenschap voetbal vrouwen onder 20.
Sällström debuteerde bij het Fins vrouwenelftal op 31 mei 2007 waarbij ze 17 minuten speelde in de wedstrijd tegen Noorwegen. Op 79 wedstrijden scoorde ze 34 keer. Sälström speelde in alle vier de wedstrijden van Finland op het Europees kampioenschap voetbal vrouwen 2009 waarbij ze een van de twee doelpunten maakte in de (verloren) kwartfinale tegen Engeland. Ze miste het Europees kampioenschap voetbal vrouwen 2013 wegens een knieblessure. Einde september 2013 keerde Sällström terug bij het nationaal elftal voor de kwalificatiewedstrijd van de Wereldbeker tegen Oostenrijk maar door een nieuwe blessure begin 2014 kwam ze pas in mei 2015 terug bij het nationaal elftal.

## Erelijst
- 2008, 2011: Fins voetbalster van het jaar
- 2013: Winnaar Zweedse beker
- 2010: Winnaar Zweedse supercup